# Boguszów-Gorce Dzikowiec
Boguszów-Gorce Dzikowiec – kolejowy przystanek osobowy w Boguszowie-Gorcach, w Polsce, w województwie dolnośląskim, w powiecie wałbrzyskim. 
W 2021 r. PKP PLK podpisały umowę na jego budowę w terminie do 2023 r. Przystanek został oficjalnie uruchomiony 8 czerwca 2023 r.
Od 10 grudnia 2023 r. przystanek na żądanie.